# 稗田村
稗田村（ひえだむら）は、福岡県京都郡にあった村。現在の行橋市の一部にあたる。

## 地理
行橋平野のほぼ中央で、御所ケ谷山、馬ケ岳の北麓に位置していた。
- 河川：長峡川、井尻川[1]

## 歴史

### 沿革
- 1889年（明治22年）4月1日 - 京都郡津積村、西谷村、大谷村、上稗田村、下稗田村、前田村、中川村、上検地村、下検地村が合併して村制施行し、稗田村が設立[1][2]。
- 1917年（大正6年）- 電灯点灯[1]
- 1954年（昭和29年）10月10日 – 京都郡行橋町、蓑島村、今元村、仲津村、泉村、今川村、延永村、椿市村と合併し市制施行して行橋市を新設し廃止された[1][2]。

### 地名の由来
かつて日吉大明神を勧進し大岐多村を日吉田村と改称し、その後、稗田の字を用いた。村名は第一の大村の名とした。

## 教育
- 1889年（明治22年）- 下稗田と西谷の小学校を統合し下稗田に稗田尋常小学校（現行橋市立稗田小学校）を開校[1]。
- 1914年（大正3年）- 高等科を併置[1]。